# Pegestorf
Pegestorf là một đô thị trong huyện Holzminden, bang Niedersachsen, Đức. Đô thị Pegestorf có diện tích 8,32 km², dân số thời điểm ngày 31 tháng 12 năm 2006 là 481 người.